# Polihron Dumitrescu
Polihron Dumitrescu, romunski general, * 1893, † 1977.